# Argo Merchant
La motonave Argo Merchant è stata una petroliera battente bandiera della Liberia costruita dal Howaldtswerke ad Amburgo, in Germania, nel 1953, nota soprattutto per essersi arenata e successivamente affondata a Sud-Est dell'isola di Nantucket, nel Massachusetts, causando una delle più grandi fuoriuscite di petrolio marino della storia. Durante il travagliato passato della nave, fu coinvolta in più di una dozzina di gravi incidenti marittimi, inclusi altri due incagli; una volta in Indonesia con il nome di Permina Samudra III, e di nuovo in Sicilia con il nome di Vari; e una collisione in Giappone.
A causa della sua carriera, con dozzine di incidenti, e del naufragio, la Argo Merchant fu descritta nella categoria "peggiore nave" nella pubblicazione del 1979, The Book of Heroic Failures.

## Naufragio del 1976

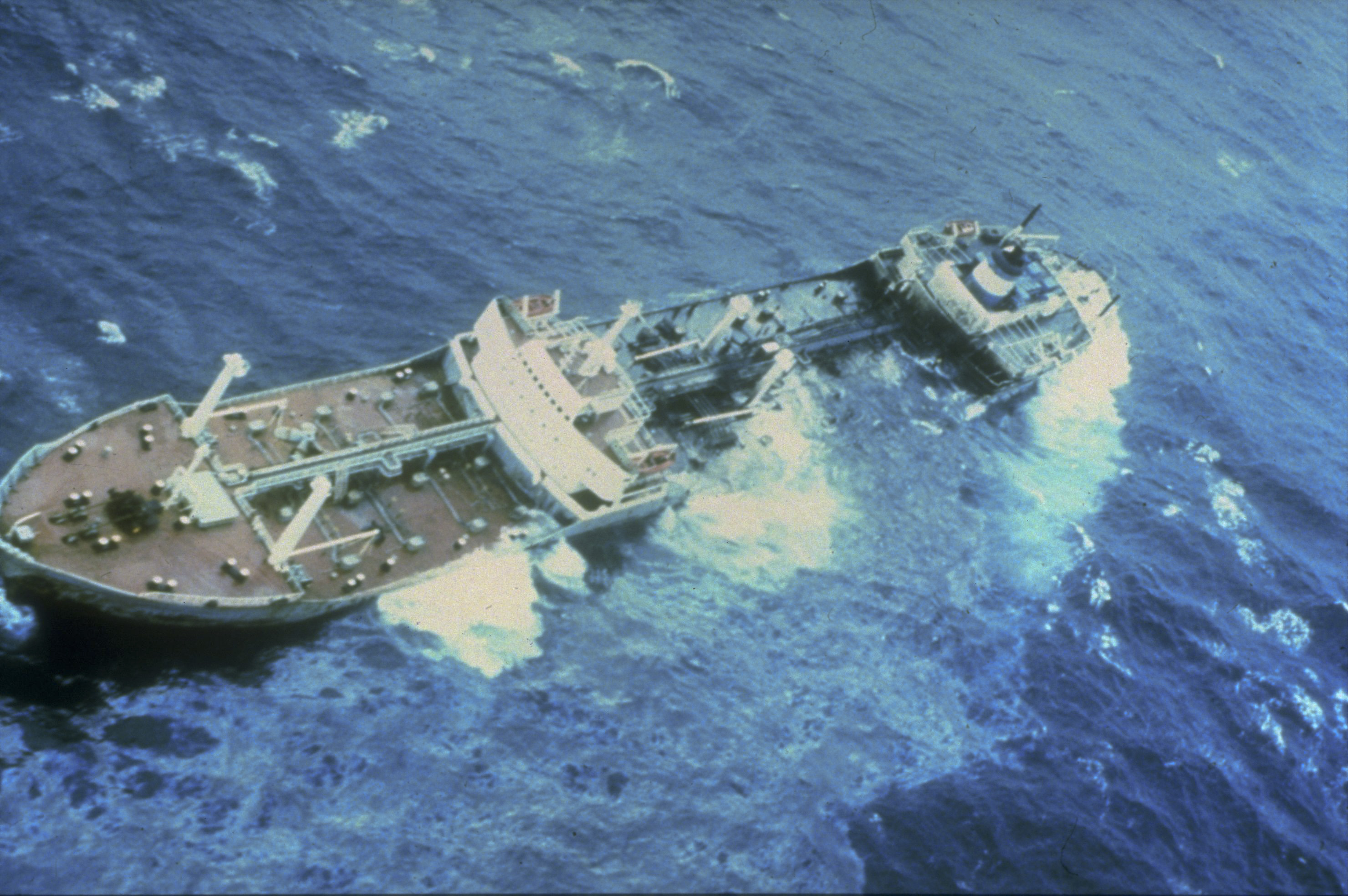
La Argo Merchant che affonda

Nel dicembre 1976, la Argo Merchant, caricata di 29.000.000 l di olio combustibile n. 6 a Puerto La Cruz, Venezuela, stava navigando per Boston sotto il comando del capitano Georgios Papadopoulos. Successivamente fu stabilito che la nave trasportava due membri dell'equipaggio non qualificati come timonieri, una girobussola rotta, carte nautiche inadeguate e un cercatore di direzione radio impreciso. Alle 18:00 del 15 dicembre, con venti forti e onde di 3 m, la petroliera si arenò a Middle Rip Shoal a circa 29 miglia nautiche a Sud-Est di Nantucket e più di 24 nmi dalla rotta prevista. I trentotto membri dell'equipaggio furono evacuati, ma le acque poco profonde e le condizioni meteorologiche resero impossibile scaricare il petrolio o salvare la nave. Il 21 dicembre 1976, la Argo Merchant si spezzò, perdendo l'intero carico di olio combustibile, sufficiente a riscaldare 18.000 abitazioni per un anno. I venti da Nord-Ovest soffiarono la marea nera di 60 per 100 nmi (110 per 190 km; 69 per 115 mi) al largo e la pesca costiera e le spiagge furono risparmiate dal peggio.